# Inderapura Timur
Inderapura Timur is een bestuurslaag in het regentschap Zuid-Pesisir van de provincie West-Sumatra, Indonesië. Inderapura Timur telt 7428 inwoners (volkstelling 2010).